# Senotainia irwini
Senotainia irwini är en tvåvingeart som beskrevs av Zumpt 1973. Senotainia irwini ingår i släktet Senotainia och familjen köttflugor.
Artens utbredningsområde är Kenya. Inga underarter finns listade i Catalogue of Life.